# Johannes Walter
Johannes Walter (Schaffhausen, 2 maart 1839 - Haarlem, 9 april 1895) was een Duits-Nederlandse houtgraveur.

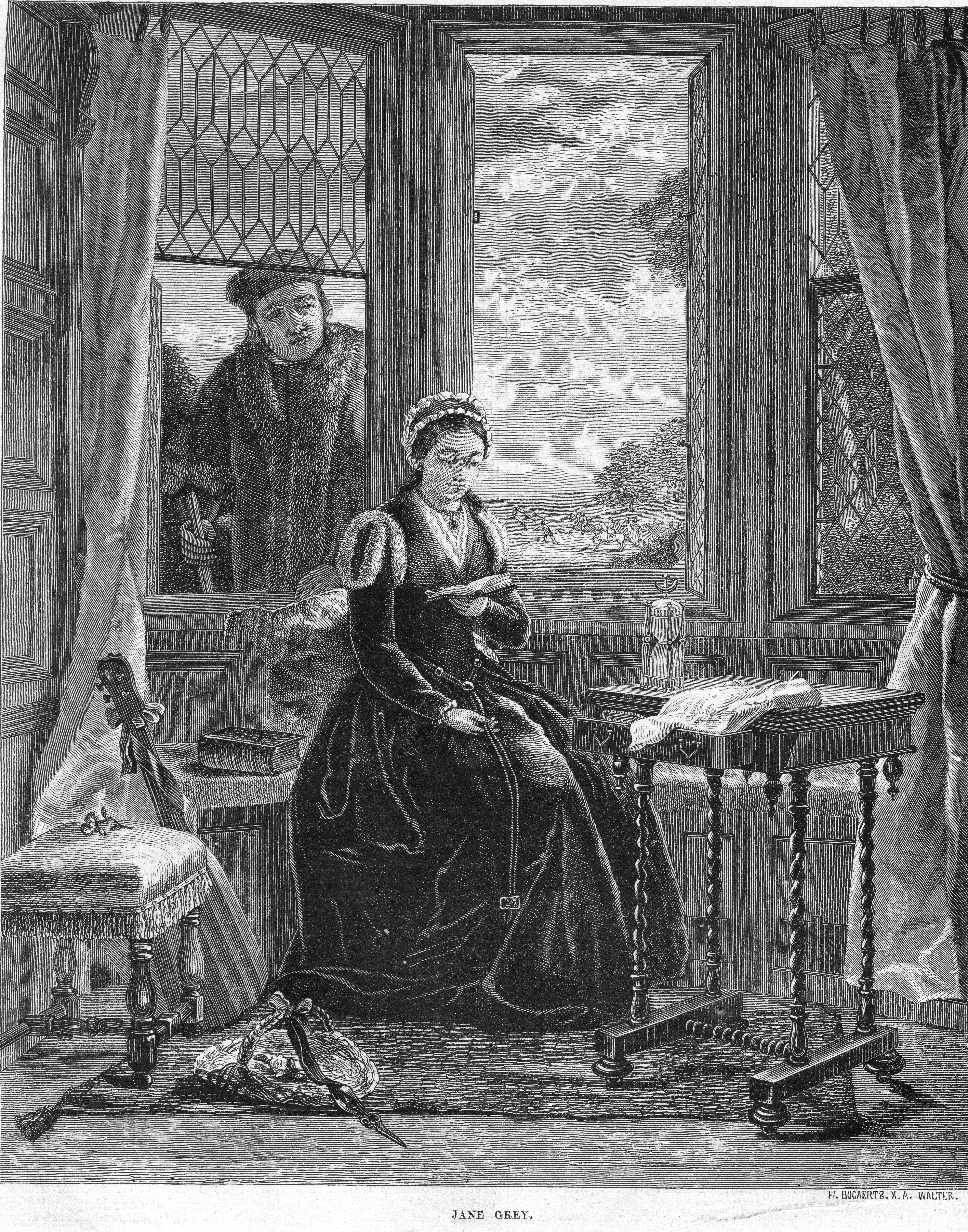
Katholieke Illustratie, 1869-1870, nr 5, p.36, gravure Jane Grey

In 1869 werd hij medewerker voor de 3e jaargang van het tweewekelijkse tijdschrift de Katholieke Illustratie in 's-Hertogenbosch, waar hij voor Henri Bogaerts het xylografisch atelier opzette. Bogaerts signeerde de gravures als hoofd van het atelier, maar vaak verscheen ook de signatuur van Walter. De eerste gravure gesigneerd Walter in de Katholieke illustratie is van nr 5, maart 1869 en beeldt Jane Grey met haar voogd af. Het atelier werd bekend in het buitenland en veel tijdschriften namen diverse van de gravures over.
Vanaf 1880 leidde hij het grafisch atelier van Joh. Enschedé te Haarlem, waar hij veel gravures van Amsterdam en omgeving heeft nagelaten.

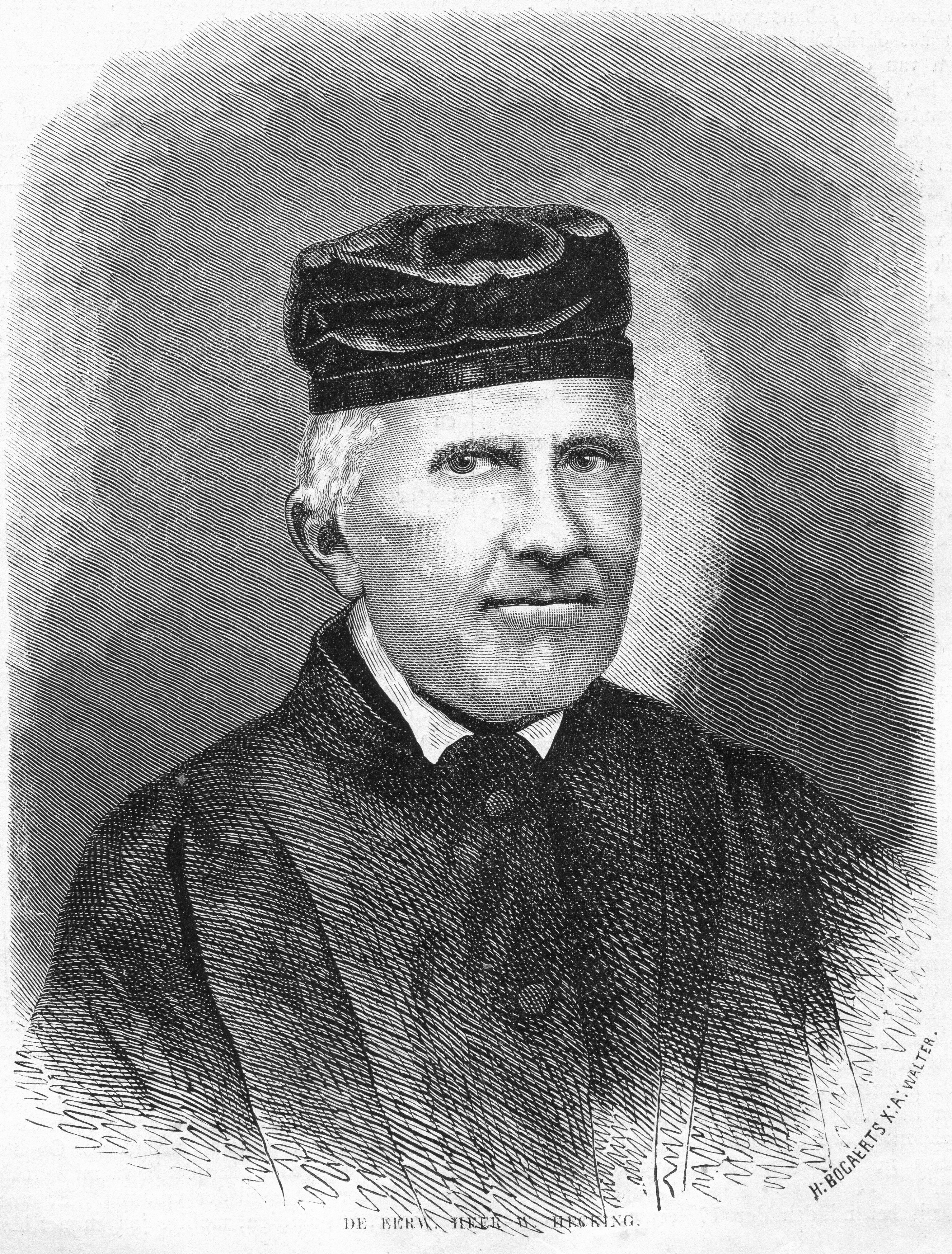
Kath. Illustratie 1869-1870 nr 13 p. 97 gravure W. Hecking, Pastoor van Böle
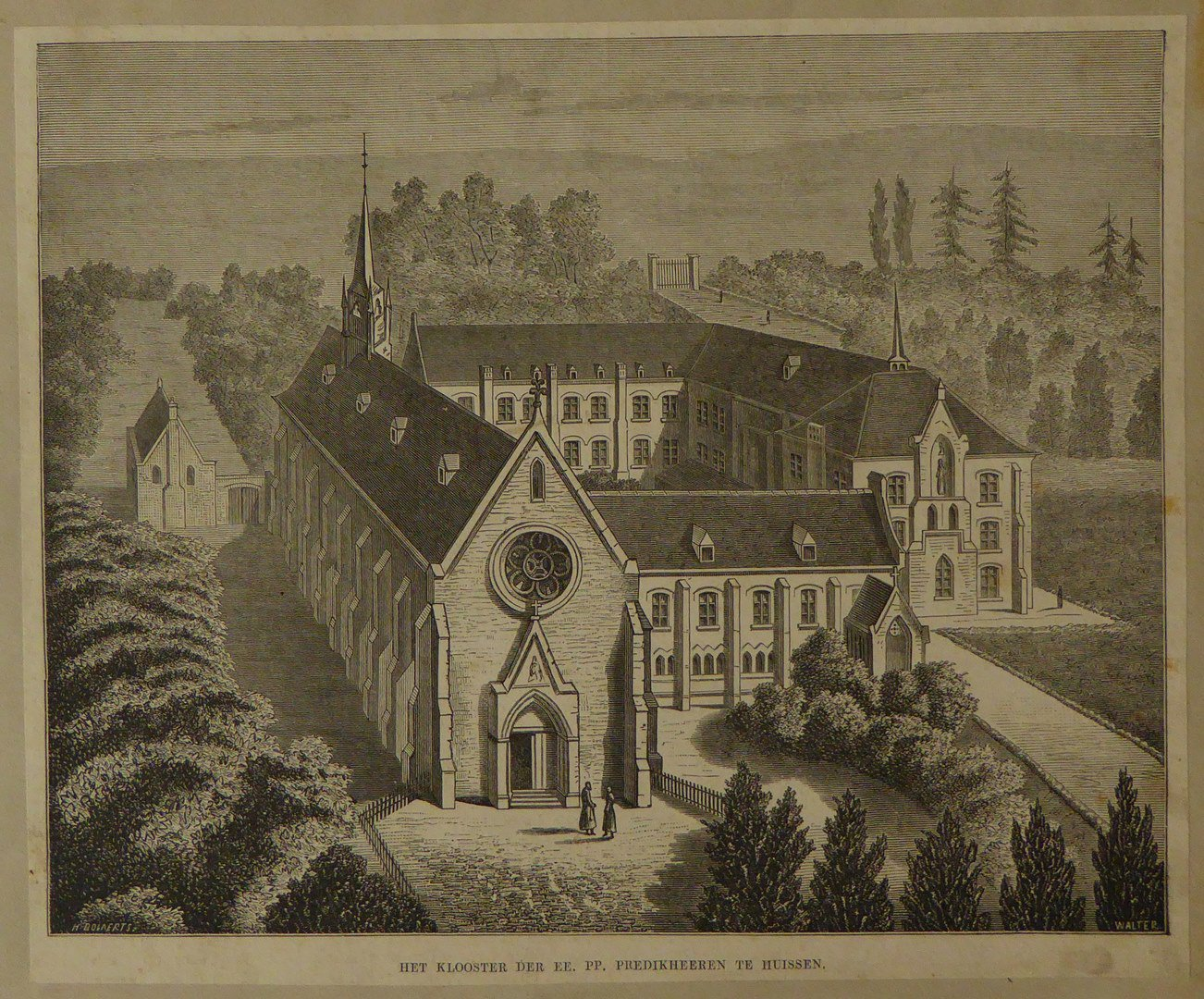
Dominicanenklooster Huissen
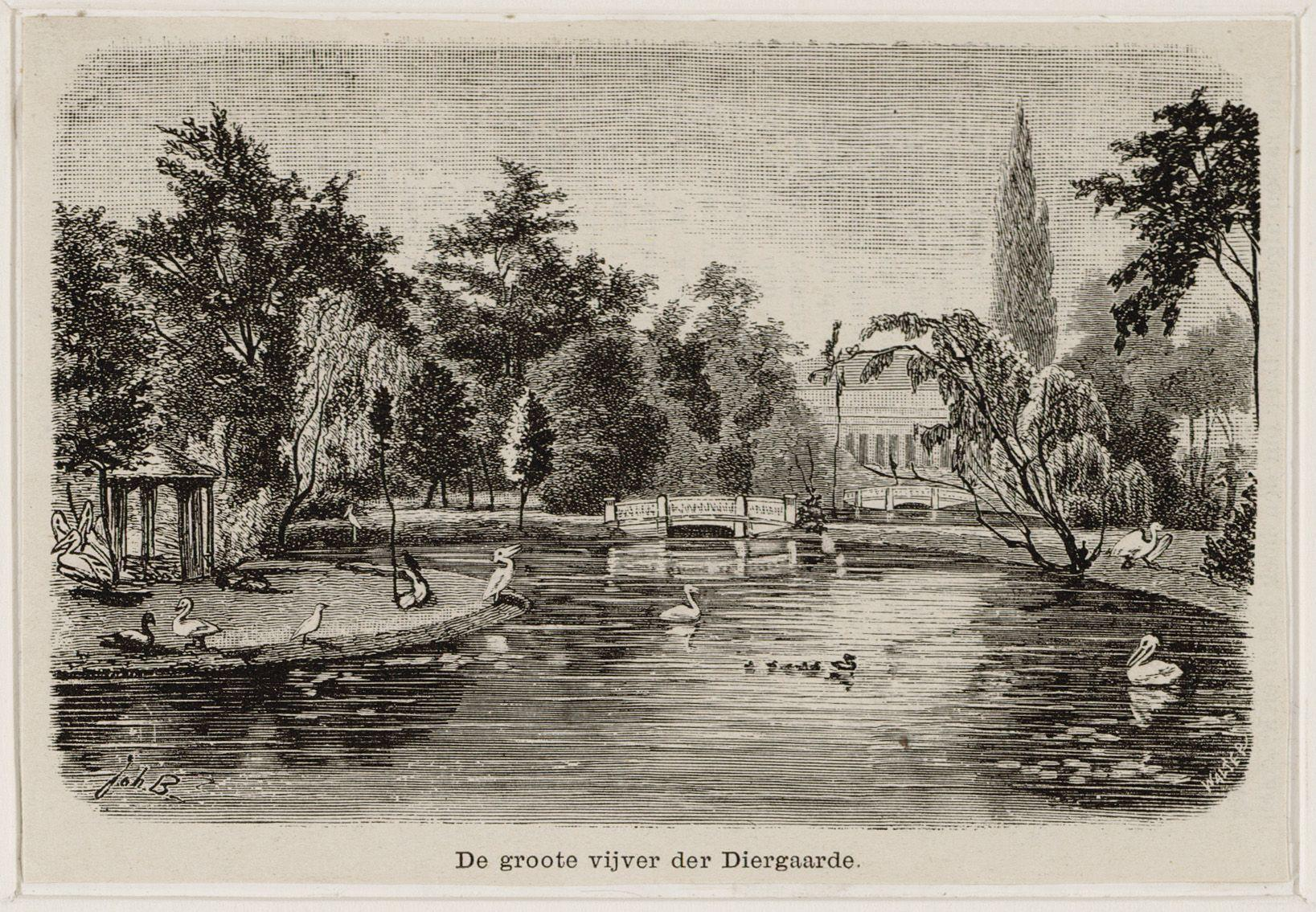
De grote vijver der Diergaarde (Artis), Amsterdam na 1880
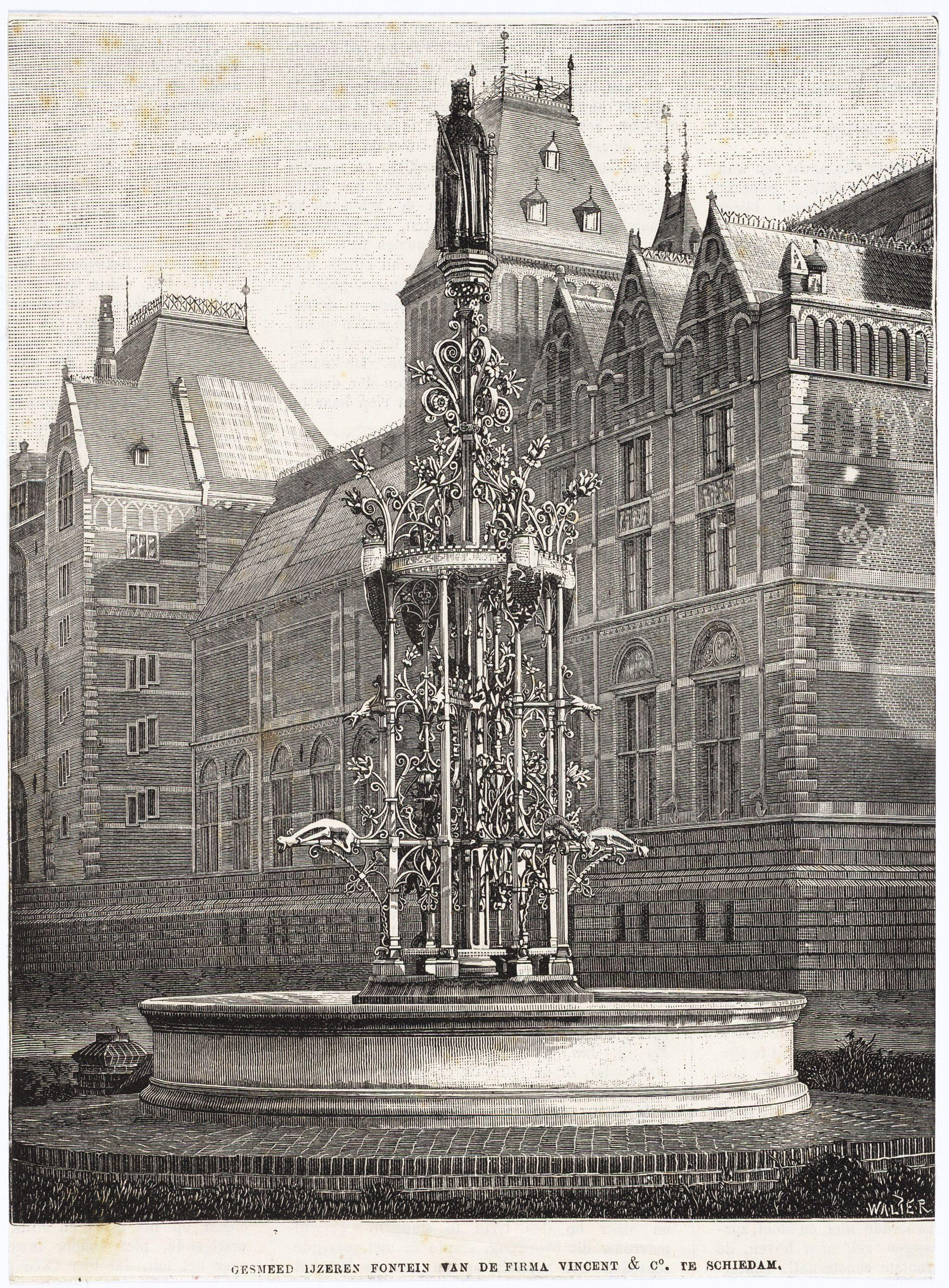
Smeedijzeren fontein in de tuin van het Rijksmuseum, Amsterdam ca. 1885
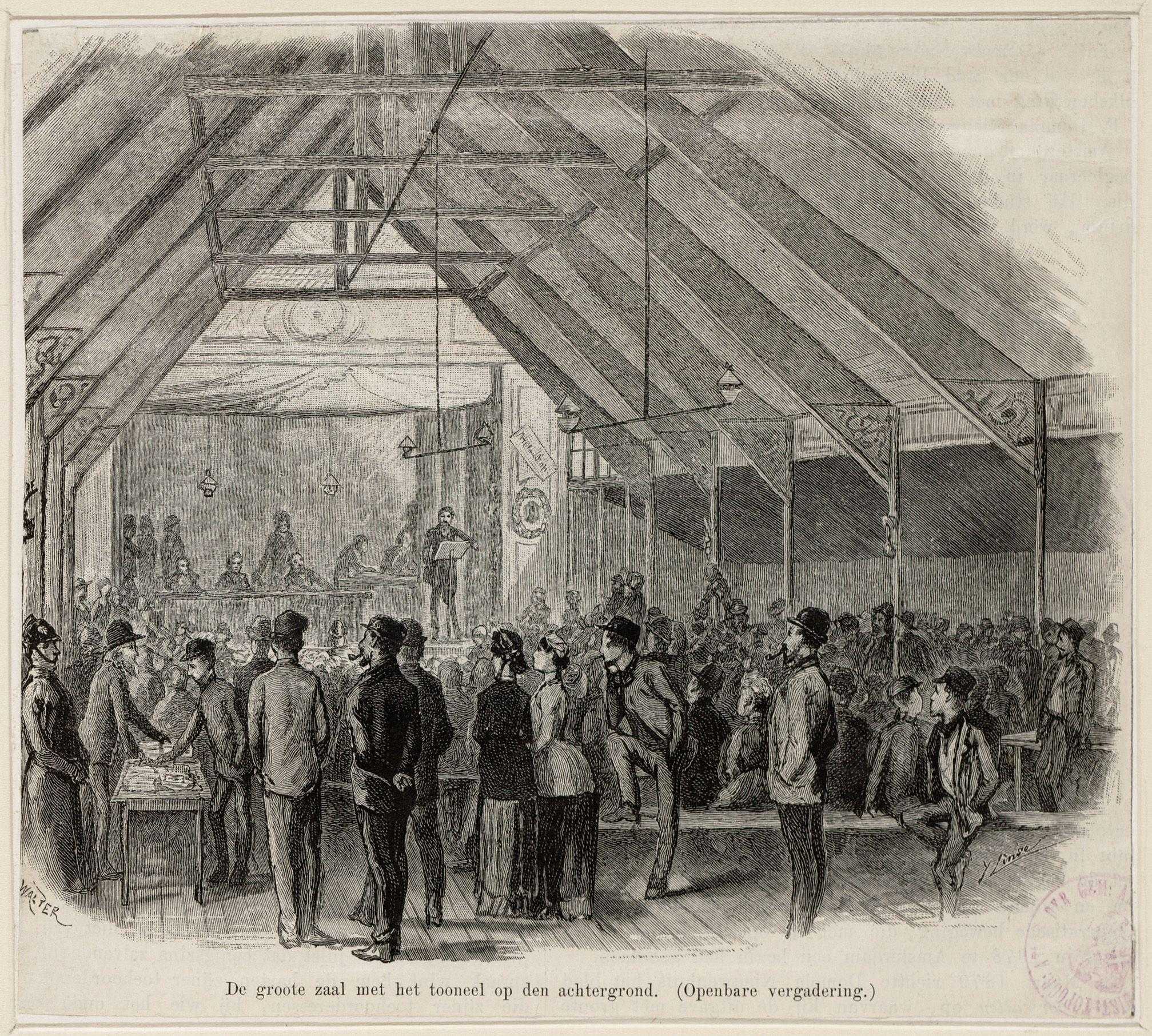
Vergadering van de Sociaal Democratische Bond in het gebouw Het Volkspark luisterend naar F. Domela Nieuwenhuis
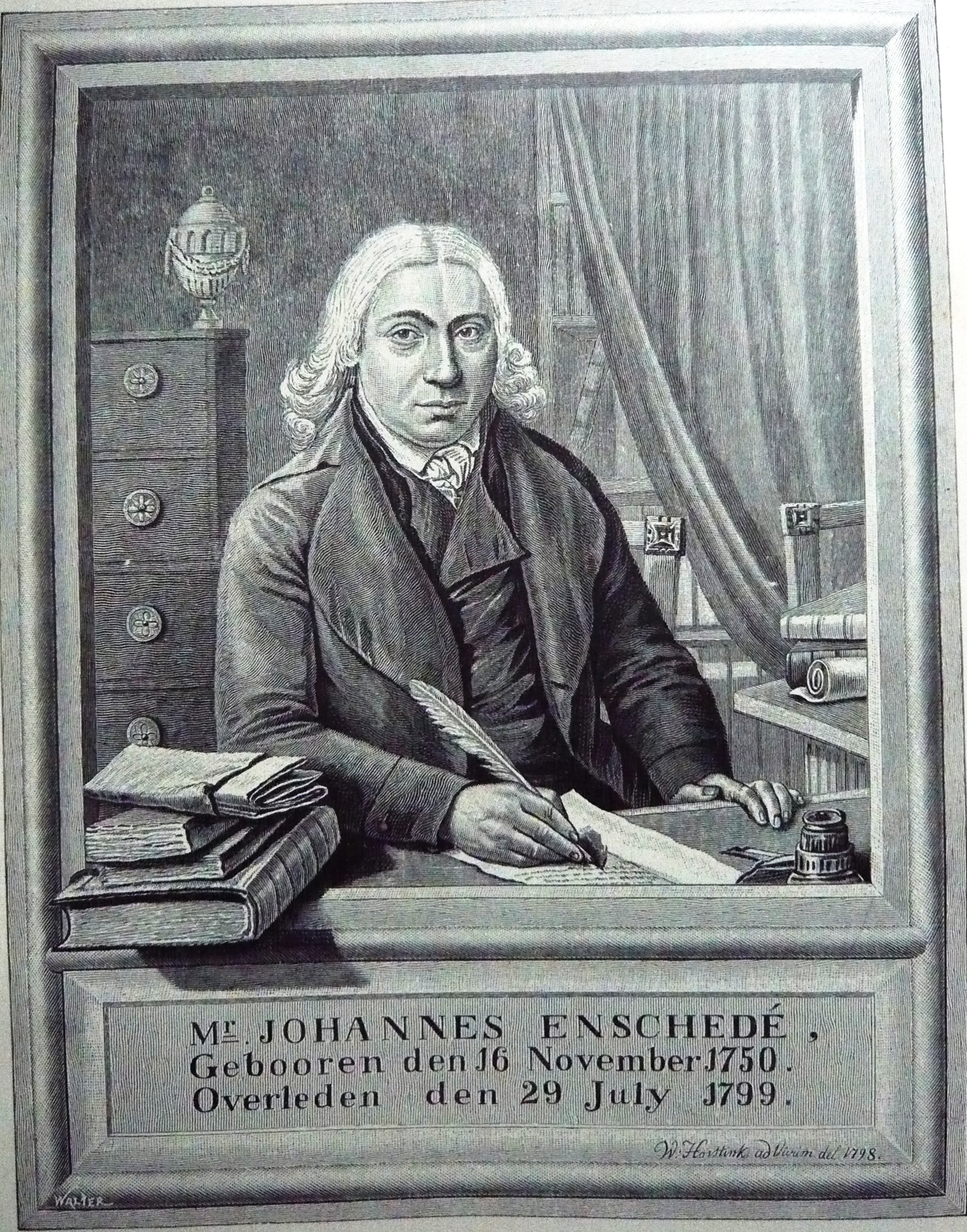
Portret van Johannes Enschedé jr., 1893.

## Werken
- Prenten van Johannes Walter in Gemeente Amsterdam Stadsarchief[3]
- Prenten van Johannes Walter in Rijksmuseum[4]
- Prenten van Johannes Walter in Catharijne convent[5]
- Prenten van Johannes Walter op site Geheugen van Nederland[6]